# Seznam litovskih atletov
Seznam litovskih atletov.

## A
- Aleksas Abromavičius
- Mikolas Alekna
- Virgilijus Alekna
- Ana Ambraziené

## B
- Laimutė Baikauskaitė
- Živilė Balčiūnaitė
- Vilma Bardauskienė

## G
- Andrius Gudžius

## J
- Liveta Jasiūnaitė

## K
- Birutė Kalėdienė

## L
- Diana Lobačevskė

## M
- Edis Matusevičius
- Modesta Morauskaite
- Galina Murašova

## N
- Remigija Nazarovienė

## P
- Airinė Palšytė
- Jonas Pinskus
- Mindaugas Pukštas

## S
- Nijolė Sabaitė
- Zinaida Sendriūtė
- Austra Skujytė
- Eglė Staišiūnaitė

## Š
- Agne Šerkšniene

## U
- Romas Ubartas